# Oshin
Oshin (おしん?) è un film del 2013 diretto da Shin Togashi.

## Trama
Oshin, una tenera bambina viene barattata per lavorare al servizio di una casa benestante in cambio di riso affinché i suoi genitori possano sopravvivere.
All'approssimarsi della primavera la bambina sarebbe dovuta tornare dai suoi genitori, ma un malinteso con la sua padrona la sconsola al punto da abbandonare tutto. Oshin vaga in mezzo alla neve ma, dopo un lungo tratto, cede per la debolezza. Un viandante la raccoglie quando la trova sulla sua via. Oshin si risveglia attorniata da un disertore e dal padrone della baracca. La bambina decide di vivere con la sua nuova famiglia fino a quando non le viene fatto capire che non può rimanere lungamente, così parte alla volta della sua famiglia d'origine abbandonando il disertore catturato e ucciso dalle guardie. Oshin non viene accolta fra le grazie del padre e perciò viene spedita in una nuova casa per occuparsi delle faccende di pulizia e fare la baby-sitter. Presto nascono dissapori con la bambina più giovane della casa finché non diventeranno care amiche. Un giorno Oshin intravede sua madre accompagnare assieme ad altre donne un uomo ubriaco, fatto che incupisce la sua serenità. Durante la notte Oshin e sua madre s'incontrano per chiarire la loro situazione affettiva.
Quando giunge la notizia che sua nonna è in condizioni critiche, Oshin viene spronata a tornare nella sua casa d'origine. Dopo la morte di sua nonna, la fanciulla rinnova coscientemente la sua volontà di aiutare la sua famiglia tornando a lavorare.